# Xeronycteris vieirai
Xeronycteris vieirai is een zoogdier uit de familie van de bladneusvleermuizen van de Nieuwe Wereld (Phyllostomidae). De wetenschappelijke naam van de soort werd voor het eerst geldig gepubliceerd in 2005 door Gregorin en Ditchfield. Het is de enige soort uit het geslacht Xeronycteris. Het holotype is een exemplaar in het Museu de Zoologia de Universidade de São Paulo (nummer MZUSP 29777).

## Naamgeving
De geslachtsnaam Xeronycteris is afgeleid van de Griekse woorden ξερος (droog) en νυκτερις (vleermuis). De soortnaam vieirai is afgeleid van de Braziliaanse bioloog Dr. Carlos O. C. Vieira.

## Kenmerken
Xeronycteris verschilt van alle andere Lonochophyllini in 14 craniale en dentale kenmerken.

## Verspreiding en leefgebied
X. vieirai is bekend van drie verschillende plaatsen in Noordoost-Brazilië, in semi-aride caatinga. De typelocatie is Fazenda Espirito Santo, Município de Soledade, Paraíba, op 07°05'Z, 36°21'W.

## Verwantschappen
Xeronycteris behoort waarschijnlijk tot de tribus Lonchophyllini (deel van de onderfamilie Glossophaginae), waar ook Lonchophylla, Lionycteris en de borsteltongvleermuis (Platalina) bij horen. Binnen deze groep is hij waarschijnlijk het nauwste verwant aan de borsteltongvleermuis (Platalina genovensium), die in eenzelfde soort habitat voorkomt in Peru en Noord-Chili.

## Beschermingsstatus
Hoewel er vrijwel niets van deze soort bekend is, is hij volgens de ontdekkers waarschijnlijk bedreigd.